# Arrondissement de Regen
L'arrondissement de Regen est un arrondissement  (Landkreis en allemand) de Bavière   (Allemagne) situé dans le district (Regierungsbezirk en allemand) de Basse-Bavière. Son chef lieu est Regen.

## Villes, communes et communautés d'administration
(nombre d'habitants en 2006)
| Städte 1. Regen (12 198) 2. Viechtach (8 483) 3. Zwiesel (10 070) Märkte 1. Bodenmais (3 330) 2. Ruhmannsfelden (2 070) 3. Teisnach (2 956) Verwaltungsgemeinschaften 1. Ruhmannsfelden avec les communes membres Achslach, Gotteszell, Ruhmannsfelden (Markt) et Zachenberg Pas de Gemeindefreie Gebiete | Gemeinden 1. Achslach (1 045) 2. Arnbruck (2 037) 3. Bayerisch Eisenstein (1 120) 4. Bischofsmais (3 219) 5. Böbrach (1 689) 6. Drachselsried (2 353) 7. Frauenau (2 903) 8. Geiersthal (2 310) 9. Gotteszell (1 282) 10. Kirchberg im Wald (4 285) 11. Kirchdorf im Wald (2 146) 12. Kollnburg (2 893) 13. Langdorf (2 010) 14. Lindberg (2 416) 15. Patersdorf (1 796) 16. Prackenbach (2 713) 17. Rinchnach (3 345) 18. Zachenberg (2 139) |